# Ceratostylis eria
Ceratostylis eria är en orkidéart som beskrevs av Rafaël Herman Anna Govaerts. Ceratostylis eria ingår i släktet Ceratostylis och familjen orkidéer. Inga underarter finns listade i Catalogue of Life.